# Ikh-mingat
L’ikh-mingat est un dialecte oïrate mongol parlé dans le Heilongjiang, en Chine.

## Phonétique historique
Le tableau montre les particularités de l'ikh-mingat par rapport au mongol littéraire.
| français           | ikh-mingat | mongol littéraire |
| ------------------ | ---------- | ----------------- |
| dent               | ʃid        | sidün             |
| pie                | ʃaːʤigaː   | siγajaγai         |
| amener le désordre | damla-     | damnaqu           |
| feuille            | labʧ       | nabči             |
| sourcil            | kymseg     | kömüske           |
| bas d'une robe     | xormœː     | qormoi            |
| modèle             | yrgel      | üliger            |
| querelle           | keryːl     | keregül           |